# Saturn Films
La Saturn Films è una casa di produzione cinematografica statunitense con sede a Los Angeles, fondata nel 2000 dall'attore Nicolas Cage.

## Produzione
- 2000 - L'ombra del vampiro, regia di E. Elias Merhige
- 2000 - The Family Man, regia di Brett Ratner
- 2000 - Fuori in 60 secondi, regia di Dominic Sena
- 2002 - Sonny, regia di Nicolas Cage
- 2002 - Windtalkers, regia di John Woo
- 2002 - Il ladro di orchidee, regia di Spike Jonze
- 2003 - The Life of David Gale, regia di Alan Parker
- 2004 - Il mistero dei Templari, regia di Jon Turteltaub
- 2005 - Lord of War, regia di Andrew Niccol
- 2006 - Il prescelto, regia di Neil LaBute
- 2006 - Ant Bully - Una vita da formica, regia di John A. Davis
- 2007 - Next, regia di Lee Tamahori
- 2007 - Il mistero delle pagine perdute, regia di Jon Turteltaub
- 2008 - Bangkok Dangerous - Il codice dell'assassino, regia dei Fratelli Pang
- 2009 - Segnali dal futuro, regia di Alex Proyas
- 2009 - Il cattivo tenente - Ultima chiamata New Orleans, regia di Werner Herzog
- 2009 - G-Force - Superspie in missione, regia di Hoyt Yeatman
- 2009 - Astro Boy, regia di David Bowers
- 2010 - L'apprendista stregone, regia di Jon Turteltaub
- 2011 - L'ultimo dei Templari, regia di Dominic Sena
- 2011 - Drive Angry, regia di Patrick Lussier
- 2012 - Stolen, regia di Simon West